# Москожев (гмина)
Москожев (пол. Moskorzew) — сельская гмина (волость) в Польше, входит как административная единица в Влощовский повет, Свентокшиское воеводство. Население — 2930 человек (на 2006 год).

## Демография
| Перепись                       | Всего   | Всего | Женщины | Женщины | Мужчины | Мужчины |
| ------------------------------ | ------- | ----- | ------- | ------- | ------- | ------- |
| Единицы                        | человек | %     | человек | %       | человек | %       |
| Население                      | 2930    | 100   | 1443    | 49,2    | 1487    | 50,8    |
| Плотность населения (чел./км²) | 41,1    | 41,1  | 20,2    | 20,2    | 20,9    | 20,9    |

## Соседние гмины
1. Гмина Нагловице
2. Гмина Радкув
3. Гмина Слупя
4. Гмина Щекоцины